# Riodina lysippus
Espèce
Riodina lysippus est une espèce d'insectes lépidoptères (papillons) appartenant à la famille des Riodinidae et au genre Riodina.

## Taxonomie
Riodina lysippus a été décrit par Carl von Linné en 1758 sous le nom d' Papilio lysippus.

### Sous-espèces
- Riodina lysippus lysippus
- Riodina lysippus erratica Seitz, 1913 ; présent  au Brésil.
- Riodina lysippus lysias Stichel, 1910[1].

### Nom vernaculaire
Riodina lysippus se nomme Lysippus Metalmark ou Orange-banded Erycid en anglais.

## Description

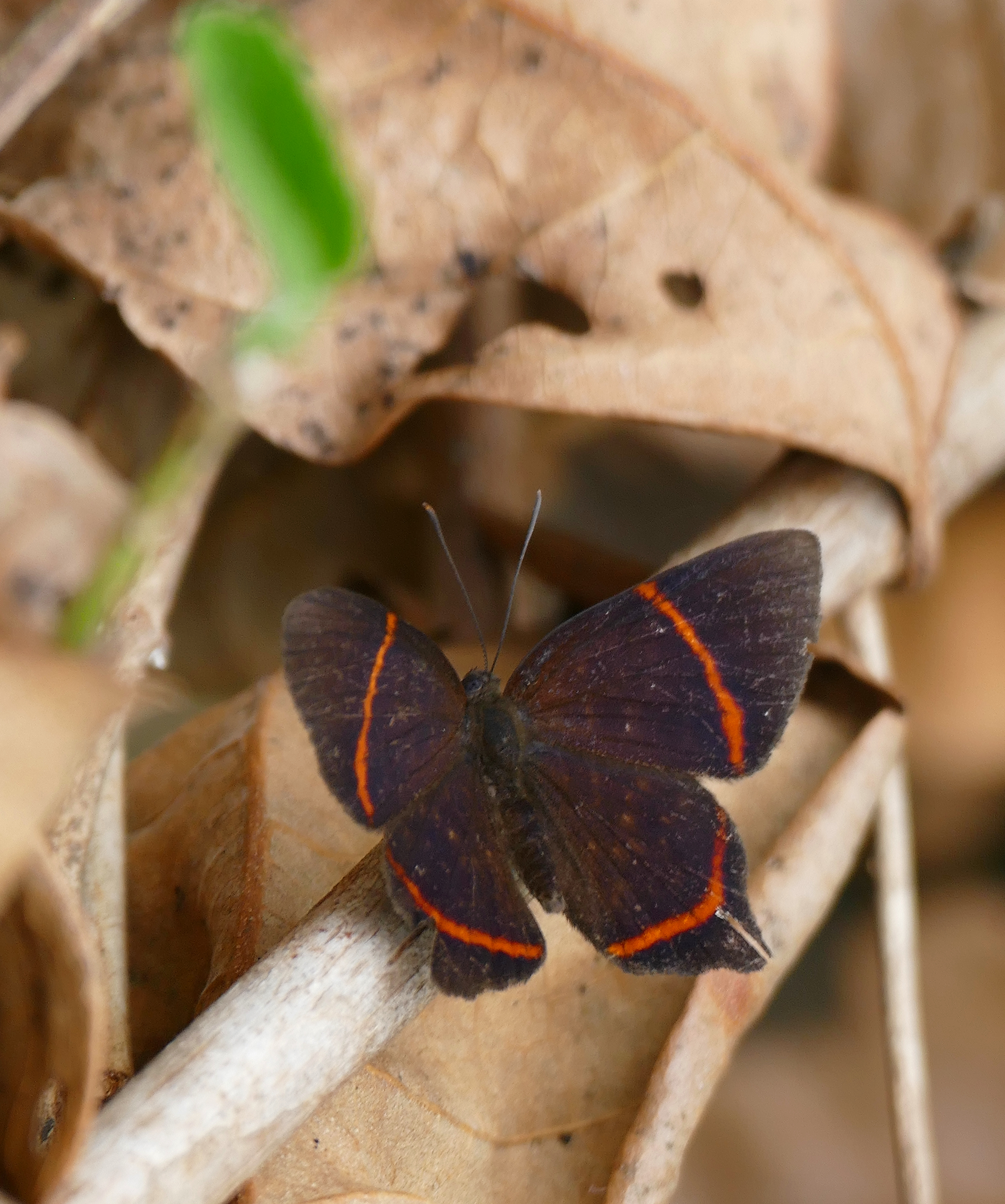
Riodina lysippus (Mato Grosso, Brésil).

Riodina lysippus est un papillon marron marqué d'une ligne orange dont le bord externe des ailes postérieures forme un angle en son milieu. Son dessus, marron foncé à reflets violet, avec un piqueté de points blancs dans la partie basale, est marqué d'une ligne orange en demi-cercle qui va aux ailes antérieures du milieu du bord costal à l'angle externe et aux ailes postérieures de l'apex à l'angle anal.
Le revers présente la même ornementation.

## Écologie et distribution
Riodina lysippus est présent en Guyane, en Guyana, au Venezuela, à Trinité-et-Tobago, en Équateur, en Bolivie,  et au Brésil ,.

### Biotope
Il réside dans la forêt humide amazonienne.

### Protection
Pas de statut de protection particulier.